# Juan José Bremer
Juan José Bremer de Martino (Ciudad de México, 22 de marzo de 1944) es un diplomático, político, escritor y promotor cultural mexicano. En 2024 fue nombrado como director general del Instituto Matías Romero.

## Biografía
Ha participado en la vida política en su país en diversos cargos, y ha sido reconocido como promotor cultural y escritor de temas de política internacional. En la diplomacia, se ha destacado por haber representado a México en países diversos, en tiempos en que han ocurrido transformaciones que han impactado las relaciones internacionales. 

### Formación académica
Juan José Bremer estudió la licenciatura en Derecho en la Universidad Nacional Autónoma de México.

### Diplomático
Ha representado a México como representante Permanente de México ante la Unesco (2019- a la fecha), Embajador en Cuba (2013-2016) Embajador en el Reino Unido de la Gran Bretaña e Irlanda del Norte (2004-2009); Embajador en Estados Unidos de América (2001-2004); Embajador en España (1998-2000); Embajador en la República Federal de Alemania (1990-1998); Embajador de México en la otrora Unión de Repúblicas Socialistas Soviéticas (1988-1990) y Embajador de México en Suecia (1982-1983).

### Diputado
Fue diputado federal y presidente de la Comisión de Asuntos Internacionales de la Cámara de Diputados en la LIII Legislatura (1985-1988).

### Cargos más relevantes
Juan José Bremer ha ocupado los siguientes cargos en México: Presidente del Comité Organizador del Festival Internacional Cervantino (1983); Subsecretario de Cultura de la Secretaría de Educación Pública (1982) —antecedente inmediato del Consejo Nacional para la Cultura y las Artes (Conaculta), que fue creado en 1988—; director general del Instituto Nacional de Bellas Artes (1976-1982); Subsecretario de la Presidencia de la República (1975-1976) y Secretario Privado del presidente Luis Echeverría Álvarez (1973-1975).
Durante sus ocho años al frente de las instituciones culturales, se crearon las bases fundamentales de la política cultural mexicana actual. Uno de los principales temas en ese periodo fue el de la identidad nacional y se marcó el acento en: la descentralización de la cultura; la actualización de la red nacional de bibliotecas públicas; los homenajes nacionales a grandes artistas, y la creación de museos, instituciones y casas de cultura en el país.

### Otras actividades
Entre otras actividades, ha participado como Copresidente de las Delegaciones Mexicanas en la XXVI y XXVIII Reuniones Interparlamentarias México-Estados Unidos, celebradas en Colorado Springs (1986) y en Nueva Orleans (1988), respectivamente.

### Docencia
En el ámbito académico ha impartido conferencias sobre temas culturales y política exterior en importantes universidades de Europa y Estados Unidos.

### Reconocimientos
En reconocimiento a su labor internacional, ha sido condecorado por los gobiernos de Alemania, España y Reino Unido. Recibió la Orden del Mérito de Alemania, en grado de Gran Cruz; la Orden Isabel la Católica del Reino de España y la Orden de la Reina Victoria del Reino Unido.

### Vida familiar
Está casado con Marcela Sánchez Villabella y tiene dos hijos.

## Publicaciones
- El fin de la guerra fría y el salvaje mundo nuevo.
- Tiempos de guerra y paz(Los pilares de la diplomacia de Westfalia a San Francisco)”, publicados por Taurus.
- De Westfalia a Post-Westfalia. Hacia un nuevo orden internacional”, publicado por el Instituto de Investigaciones Jurídicas de la UNAM.